# Лісківська сільська рада (Менський район)
Ліскі́вська сільська́ ра́да — адміністративно-територіальна одиниця та орган місцевого самоврядування в Менському районі Чернігівської області. Адміністративний центр — село Ліски.

## Загальні відомості
Лісківська сільська рада утворена у 1918 році.
- Територія ради: 60,349 км²
- Населення ради: 1 194 особи (станом на 2001 рік)

## Населені пункти
Сільській раді підпорядковані населені пункти:
- с. Ліски
- с. Майське
- с. Максаки
- с. Луки

## Склад ради
Рада складалася з 16 депутатів та голови.
- Голова ради: Лавський Микола Іванович
- Секретар ради: Прищепа Наталія Іванівна

### Керівний склад попередніх скликань
| Прізвище, ім'я, по батькові | Основні відомості                                                               | Дата обрання | Дата звільнення |
| --------------------------- | ------------------------------------------------------------------------------- | ------------ | --------------- |
| Лавський Микола Іванович    | Сільський голова, 1955 року народження, освіта середня спеціальна, безпартійний | 26.03.2006   | 31.10.2010      |
| Лавський Микола Іванович    | Сільський голова, 1955 року народження, освіта середня спеціальна, безпартійний | 31.10.2010   |                 |

Примітка: таблиця складена за даними сайту Верховної Ради України

### Депутати
За результатами місцевих виборів 2010 року депутатами ради стали:

#### За суб'єктами висування
| Суб'єкт висування                 | Кількість обраних депутатів | %    |
| --------------------------------- | --------------------------- | ---- |
| Партія регіонів                   | 6                           | 37,5 |
| Самовисування                     | 6                           | 37,5 |
| Комуністична партія України       | 2                           | 12,5 |
| Політична партія «Сильна Україна» | 2                           | 12,5 |

#### За округами
| № округу                          | Прізвище, ім'я, по батькові     | Дата визнання обраним | Освіта             | Партійна приналежність                  | Відомості про обраного депутата                                     |
| --------------------------------- | ------------------------------- | --------------------- | ------------------ | --------------------------------------- | ------------------------------------------------------------------- |
| Комуністична партія України       |                                 |                       |                    |                                         |                                                                     |
| 8                                 | Сащенко Василь Васильвич        | 02.11.2010            | вища               | член Комуністичної партії України       | пенсіонер                                                           |
| 15                                | Прищепа Петро Прохорович        | 02.11.2010            | середня спеціальна | член Комуністичної партії України       | пенсіонер                                                           |
| Партія регіонів                   |                                 |                       |                    |                                         |                                                                     |
| 6                                 | Руденко Ірина Іванівна          | 02.11.2010            | середня спеціальна | позапартійна                            | Лісківський фельдшерсько-акушерський пункт, акушерка                |
| 7                                 | Прищепа Наталія Іванівна        | 02.11.2010            | середня спеціальна | позапартійна                            | Лісківська сільська рада, секретар сільської ради                   |
| 9                                 | Руденко Михайло Миколайович     | 02.11.2010            | середня спеціальна | позапартійний                           | СК «Лан», завскладом механізації                                    |
| 10                                | Холява Олександр Петрович       | 02.11.2010            | середня спеціальна | позапартійний                           | СК «Лан», завскладом механізації                                    |
| 12                                | Кушніренко Наталія Вячеславівна | 02.11.2010            | середня            | позапартійна                            | поштове відділення зв'язку с. Максаки, начальник відділення зв'язку |
| 16                                | Залога Наталія Олексіївна       | 02.11.2010            | середня            | член Партії регіонів                    | СК «Лан», бригадир                                                  |
| Політична партія «Сильна Україна» |                                 |                       |                    |                                         |                                                                     |
| 1                                 | Стародуб Олена Миколаївна       | 02.11.2010            | середня спеціальна | член Політичної партії «Сильна Україна» | Лісківська сільська рада, прибиральник службового приміщення        |
| 2                                 | Кондратій Лариса Вікторівна     | 02.11.2010            | середня спеціальна | член Політичної партії «Сильна Україна» | Лісківський фельдшерсько-акушерський пункт, завідувачка             |
| Самовисування                     |                                 |                       |                    |                                         |                                                                     |
| 3                                 | Мельник Любов Миколаївна        | 02.11.2010            | середня спеціальна | позапартійна                            | СК «Лан», закрійник                                                 |
| 4                                 | Таранушка Сергій Миколайович    | 02.11.2010            | середня спеціальна | позапартійний                           | Менське райагролісництво, лісник                                    |
| 5                                 | Кондратій Григорій Миколайович  | 02.11.2010            | вища               | позапартійний                           | СК «Лан», завдільницею механізації                                  |
| 11                                | Жаркова Надія Олексіївна        | 02.11.2010            | середня            | позапартійна                            | пенсіонер                                                           |
| 13                                | Головченко Тетяна Миколаївна    | 02.11.2010            | середня спеціальна | позапартійна                            | ПП КФ «Прометей» філія «Менський сир», приймальник молока           |
| 14                                | Залога Тетяна Володимирівна     | 02.11.2010            | середня спеціальна | позапартійна                            | поштове відділення зв'язку с. Максаки, листоноша                    |